# Sebt des Beni Zarfet
Sebt des Beni Zarfet är en ort i Marocko.   Den ligger i regionen Tanger-Tétouan-Al Hoceïma, 170 km nordost om huvudstaden Rabat.